# Campitello di Fassa
Campitello di Fassa (německy: Kampidel im Fasstal) je obec v severní Itálii, v provincii Trento a oblasti Tridentsko-Horní Adiže (Jižní Tyrolsko).

## Sport
V letech 2001 a 2003 se zde konalo mistrovství Itálie v boulderingu a v roce 2017 mistrovství Evropy ve sportovním lezení.